# Kanton Garéoult
Der Kanton Garéoult ist seit 2015 ein französischer Wahlkreis in den Arrondissements Brignoles und Toulon, im Département Var und in der Region Provence-Alpes-Côte d’Azur; sein Hauptort ist Garéoult.

## Gemeinden
Der Kanton besteht aus zwölf Gemeinden mit insgesamt 41.560 Einwohnern (Stand: 1. Januar 2022) auf einer Gesamtfläche von 357,06 km²:
| Gemeinde                    | Einwohner 1. Januar 2022 | Fläche km² | Dichte Einw./km² | Code INSEE | Postleitzahl | Arrondissement |
| --------------------------- | ------------------------ | ---------- | ---------------- | ---------- | ------------ | -------------- |
| Camps-la-Source             | 1.920                    | 22,47      | 85               | 83030      | 83170        | Brignoles      |
| Carnoules                   | 4.120                    | 25,49      | 162              | 83033      | 83660        | Brignoles      |
| Forcalqueiret               | 3.353                    | 10,33      | 325              | 83059      | 83136        | Brignoles      |
| Garéoult                    | 5.579                    | 15,75      | 354              | 83064      | 83136        | Brignoles      |
| La Roquebrussanne           | 2.199                    | 37,05      | 59               | 83108      | 83136        | Brignoles      |
| Mazaugues                   | 894                      | 53,79      | 17               | 83076      | 83136        | Brignoles      |
| Méounes-lès-Montrieux       | 2.260                    | 40,92      | 55               | 83077      | 83136        | Brignoles      |
| Néoules                     | 2.956                    | 25,08      | 118              | 83088      | 83136        | Brignoles      |
| Pierrefeu-du-Var            | 6.084                    | 58,36      | 104              | 83091      | 83390        | Toulon         |
| Puget-Ville                 | 4.568                    | 36,83      | 124              | 83100      | 83390        | Brignoles      |
| Rocbaron                    | 5.489                    | 20,28      | 271              | 83106      | 83136        | Brignoles      |
| Sainte-Anastasie-sur-Issole | 2.138                    | 10,71      | 200              | 83111      | 83136        | Brignoles      |
| Kanton Garéoult             | 41.560                   | 357,06     | 116              | 8307       | –            | –              |